# SM Tb 83 F
SM Tb 83 F – austro-węgierski torpedowiec z okresu I wojny światowej, typu Tb 82 F. Od 1920 roku do lat 50. służył w marynarce Rumunii pod nazwą Smeul, w latach 1944-1945 służył w marynarce ZSRR jako Toros.

## Służba
SM Tb (Torpedowiec Jego Majestatu) 83 F wszedł do służby w marynarce Austro-Węgier 21 lipca 1915 roku. 21 maja 1917 roku nazwę skrócono do SM Tb 83. Służył bojowo podczas I wojny światowej.
Podczas wojny, Tb 83F wchodził w skład I Flotylli Torpedowców. 2 lutego 1916 roku wziął udział w ostrzeliwaniu linii kolejowej między włoskimi miastami San Vito i Ortona (wraz z krążownikiem SMS „Sankt Georg”, niszczycielem „Wildfang” i torpedowcami Tb 87F, 88F i 98M). 6 lutego podczas akcji mającej na celu przechwycenie statku ententy, zderzył się z torpedowcem Tb 74T. Podczas odwrotu zespołu, atakował dwoma torpedami brytyjski lekki krążownik HMS „Weymouth” w eskorcie francuskiego niszczyciela „Bouclier”, lecz bezskutecznie.
4 i 30 lipca brał udział w wypadach lekkich sił na wody Cieśniny Otranto.
Okręt przetrwał wojnę, po czym w ramach podziału floty Austro-Węgier w 1920 roku przekazano go Rumunii (wraz z Tb 82F i 84F). Po wcieleniu do rumuńskiej floty otrzymał nazwę „Smeul” (w niektórych publikacjach: „Zmeul”). Po modernizacji uzbrojenia, służył bojowo podczas II wojny światowej, głównie do celów eskortowych.

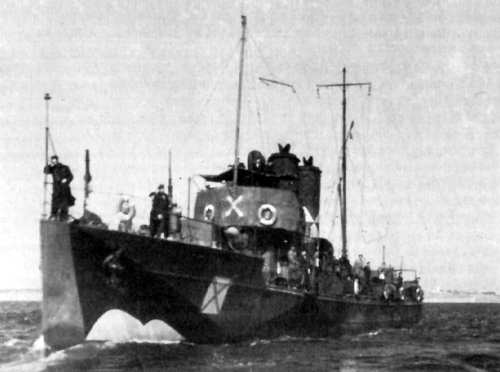
„Smeul” podczas II wojny światowej

29 sierpnia 1944 roku „Smeul” został zajęty przez wojska radzieckie w Konstancy, po czym wcielony 5 września do służby w marynarce radzieckiej i 14 września wszedł w skład Floty Czarnomorskiej jako patrolowiec pod nazwą „Toros”. 12 października 1945 roku został zwrócony Rumunii. Później nosił oznaczenie E-1. Służył do 1958 roku. Został złomowany w roku 1960.

## Opis
Tb 83 F wyposażony był w dwa kotły parowe typu Yarrow. Współpracowały one z dwiema turbinami parowymi AEG-Curtiss. Okręt uzbrojony był w dwie armaty kalibru 66 mm L/30, pojedynczy karabin maszynowy Schwarzlose oraz dwie podwójne wyrzutnie torped kalibru 450 mm. Od 1917 roku rufową armatę 66 mm mocowano na okrętach tego typu na podstawie umożliwiającej prowadzenie ognia do celów powietrznych.
Na początku II wojny światowej na „Smeulu” zamieniono rufową armatę 66 mm na pojedyncze półautomatyczne działko przeciwlotnicze 37 mm C/30 L/83, dodano działko plot. 20 mm C/38 i 4 miotacze i 2 zrzutnie bomb głębinowych. W toku wojny zdjęto wyrzutnie torpedowe.